# マイルズ・マーフィー
マイルズ・マーフィー（Myles Murphy, 2002年1月3日 - ）は、アメリカ合衆国ジョージア州マリエッタ出身のプロアメリカンフットボール選手。NFLのシンシナティ・ベンガルズに所属している。ポジションはディフェンシブエンド。

## 経歴

### カレッジ
クレムソン大学に進学し、1年目の2020年シーズンは41タックル、4サックを記録した。
2021年シーズンは39タックル、8サックを記録した。
2022年シーズンは40タックル、6.5サックを記録し、オールACCファーストチームに選出された。シーズン終了後、2023年のNFLドラフトにアーリーエントリーした。

### シンシナティ・ベンガルズ
ドラフト全体28位でシンシナティ・ベンガルズから指名され、その後ルーキー契約を結んだ。